# Adrian Findlay
Adrian Findlay (* 1. Oktober 1982) ist ein ehemaliger jamaikanischer Sprinter und Hürdenläufer, der sich auf die 400-Meter-Distanz spezialisiert hat. Mit der jamaikanischen 4-mal-400-Meter-Staffel gewann er 2008 die Silbermedaille bei den Hallenweltmeisterschaften in Valencia.

## Sportliche Laufbahn
Erste internationale Erfahrungen sammelte Adrian Findlay, der ein Studium an der St. Augustine's University in den Vereinigten Staaten absolvierte, bei den U23-NACAC-Meisterschaften 2004 in Sherbrooke, bei denen er in 49,95 s die Bronzemedaille im 400-Meter-Hürdenlauf hinter den US-Amerikanern LaRon Bennett und Ben Wiggins gewann. Zudem sicherte er sich dort mit der jamaikanischen 4-mal-400-Meter-Staffel in 3:05,79 min die Silbermedaille hinter dem US-amerikanischen Team. 2008 startete er mit der Staffel bei den Hallenweltmeisterschaften in Valencia und gewann dort in 3:07,69 min gemeinsam mit Michael Blackwood, Edino Steele und DeWayne Barrett die Silbermedaille hinter dem US-Team. 2010 belegte er bei den Commonwealth Games in Neu-Delhi in 50,48 s den siebten Platz über 400 m Hürden und verhalf der Staffel zum Finaleinzug und trug damit zum Gewinn der Silbermedaille bei. 2015 beendete er dann seine aktive sportliche Karriere im Alter von 32 Jahren.

## Persönliche Bestzeiten
- 400 Meter: 46,72 s, 20. März 2008 in Costal Carolina
  - 400 Meter (Halle): 47,59 s, 26. Januar 2008 in State College
- 400 m Hürden: 48,93 s, 19. April 2008 in Lawrence